# Ґілберт Бейкер
Ґілберт Бейкер (англ. Gilbert Baker (нар. 2 червня 1951, Шенут, США — 31 березня 2017, Нью-Йорк) — американський художник, захисник прав ЛГБТ-спільноти і дизайнер Веселкового прапора (1978). Цей прапор став всесвітнім символом ЛГБТ-спільноти та ЛГБТ-руху.

## Біографія
Бейкер народився 2 червня 1951 року в місті Шенут, штат Канзас, а зростав у Парсонсі, штат Канзас, де його бабуся мала магазин жіночого одягу. Батько був суддею, а мати — вчителькою.
Бейкер служив у Армії США в 1970—1972 роках. Він був медиком у Сан-Франциско і не приховував, що є геєм. Після почесного звільнення з армії він працював над першою ініціативою легалізації марихуани в Каліфорнії, і в цей час навчився шити у своєї колеги-активістки Мері Данн. Свою майстерність Бейкер використав для створення банерів із гаслами за права геїв та для антивоєнних протестів. Саме в цей час він познайомився і затоваришував із Гарві Мілком.
Він приєднався до групи активісток — дреґ-квін «Сестри постійного потурання», про що говорив: «Спочатку це було гламурно й політично, але коли Сестри стали організованішими, я став інструментом правого крила і збирав гроші для Джеррі Фолвелла». Відео та фото підтверджують, що група лише допомагала правому християнському рухові, «тому я зупинився».
Бейкер вперше створив Веселковий прапор разом із друзями 1978 року. Він відмовився торгувати цим знаком, вважаючи його за символ ЛГБТ-спільноти. 1979 року Бейкер почав працювати в Paramount Flag Company в Сан-Франциско, де створив дизайнерські твори для сенаторки Даян Файнштайн, президентів Франції, Венесуели та Філіппін, для короля Іспанії, прем'єр-міністра Китаю та багатьох інших. Він також брав участь у декоруванні численних суспільних акцій та гей-параду в Сан-Франциско. 1984 року він створив прапори для Національного з'їзду демократів.
1994 року Бейкер переїхав до Нью-Йорка, де залишився до кінця життя. Тут він продовжував свою творчу діяльність і громадянську активність. Того року він створив найбільший у світі прапор (на той час) для святкування 25-ї річниці повстання у Стоунволлі 1969 року.
2003 року, до 25-річчя Веселкового прапора, Бейкер створив Веселковий прапор, який простягався від Мексиканської затоки до Атлантичного океану в місті Кі-Весті, штат Флорида. Потім він надіслав частини цього прапора в понад 100 міст світу. Створивши Веселковий прапор, Бейкер часто використовував ім'я дреґ-квін «Грудаста Росс» («Busty Ross»), порівнюючи себе з легендарною авторкою першого американського прапора Бетсі Росс.
Ґілберт Бейкер помер вдома уві сні 31 березня 2017 року у віці 65 років у Нью-Йорку. Кабінет медичного експерта Нью-Йорка визначив причиною смерті гіпертонічну хворобу та ішемічну хворобу серця. Після смерті Бейкера сенатор-демократ штату Каліфорнія Скотт Вінер сказав, що Бейкер «допоміг визначити сучасний ЛГБТ-рух».

## Спадок

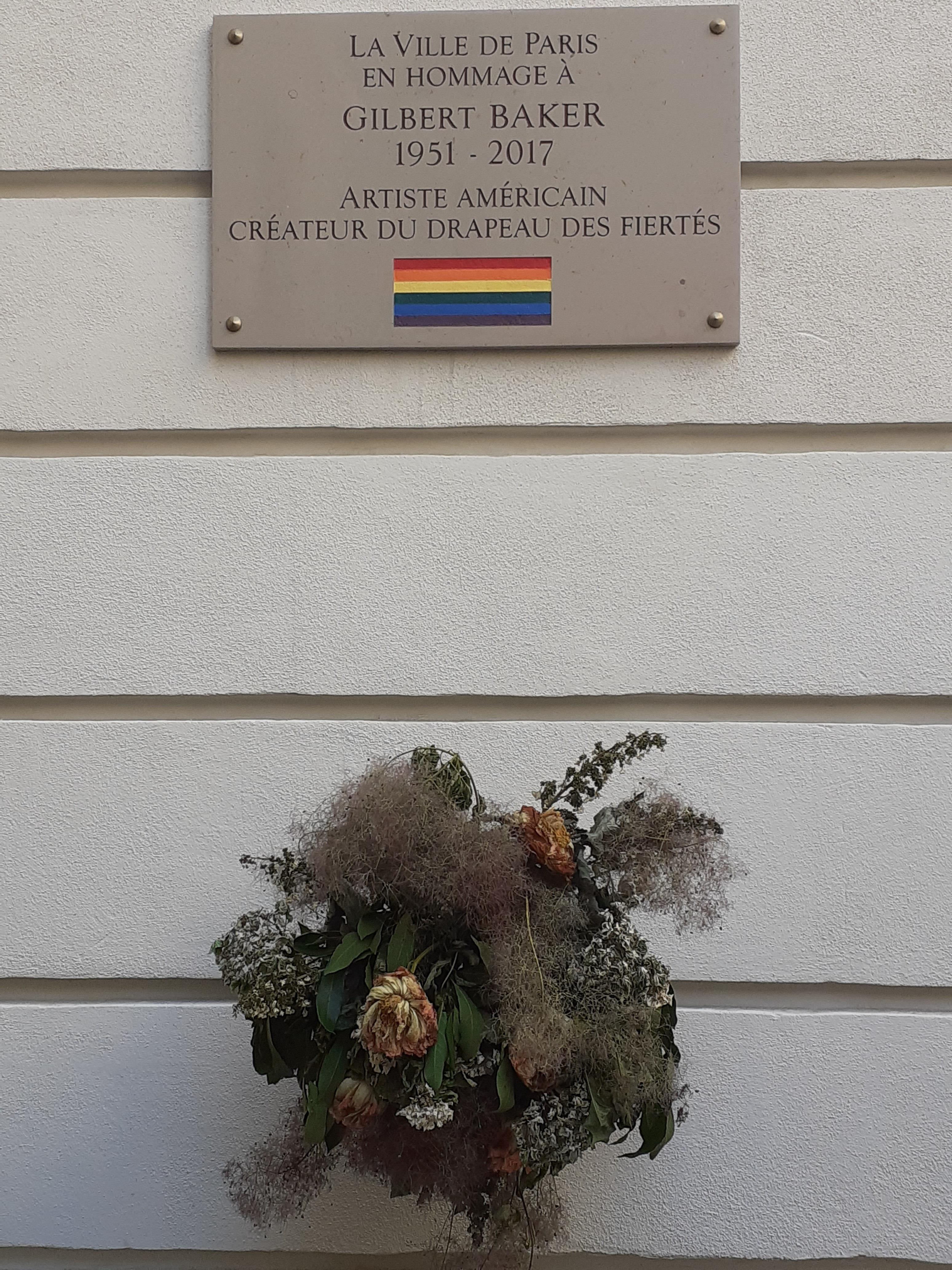
Французький меморіал Ґілберту Бейкеру на площі Еме-де-Стоунволл (Place des Émeutes-de-Stonewall) у паризькому кварталі Маре

2003 року Бейкер та його проєкт у Кі-Весті стали темою повнометражного документального фільму Марі Джо Феррон «Rainbow Pride», який придбав американський суспільний мовник PBS National та дебютував у Нью-Йорку на WNET. Бейкер відтворив свій оригінальний Веселковий прапор для фільму «Гарві Мілк», ушанованого премією «Оскар» 2008 року.
У лютому та на початку березня 2017 року актор Джек Плотнік зіграв Ґілберта Бейкера у фільмі Дастіна Ленса Блека «Коли ми підіймаємося», а Ділан Арнольд — молодого Бейкера. Персонаж Бейкера шиє прапор, а згодом пояснює ЛГБТ-активісту Кліву Джонсу значення обраних ним кольорів.
На пам'ять про Бейкера Нью-Йоркський фестиваль ЛГБТ-фільмів (NewFest) та громадська організація NYC Pride спільно з командою дизайнерів до червня 2017 року створили веселковий шрифт "Gilbert", натхненний Веселковим прапором.
2 червня 2017 року, до 66-ї річниці від дня народження Бейкера, Google випустив дудл на його честь.
У квітні 2018 року видавництво Penguin Random House випустило дитячу книгу «Гордість: історія про Гарві Мілка та Веселковий прапор».
У червні 2019 рік під час відзначення 50-річчя Стоунволлського повстання Бейкер став одним із перших п'ятдесяти американських «піонерів, першопрохідців і героїв» внесених до Національної стіни честі ЛГБТ (National LGBTQ Wall of Honor) в Стоунволлському національному монументі в Нью-Йорку, де розташований бар Стоунволл-Інн. СНМ є першим національним пам'ятником США, присвяченим правам ЛГБТ і ЛГБТ-історії.
У червні 2019 року в Парижі одна з площ у кварталі Маре отримала назву Площа Стоунволлського повстання, на якій було встановлено дошку пам'яті Ґілберта Бейкера. Дошку відкрили мер Парижа Анн Ідальго, французькі чиновники, небіж Гарві Мілка Стюарт Мілк і активісти повстання у Стоунволлі. Зараз ця табличка є частиною спадщини міста Париж і розташована між бутиком Gucci та італійським ринком Eataly.

### Музеї та архіви
Роботи Бейкера та пов'язані з ним історичні артефакти представлені в кількох найбільших музейних і архівних колекціях. Історичне товариство ЛГБТ в Сан-Франциско має одну зі швейних машин Бейкера, яка використовувалася для виробництва оригінального Веселкового прапора 1978 року, поряд з одним з малосерійних восьмисмужкових прапорів, створених до 25-ї річниці прапора. 2012 року товариство показало обидва експонати на виставці з історії прапора в Музеї історії ЛГБТ, який воно фінансує у кварталі Кастро в Сан-Франциско.
2015 року Музей сучасного мистецтва в Нью-Йорку придбав зразки веселкового прапора для своєї дизайнерської колекції, а спеціалісти визнали його міжнародно визнаним символом, подібним за значенням до логотипа Creative Commons та символу перероблення.

## Прапор

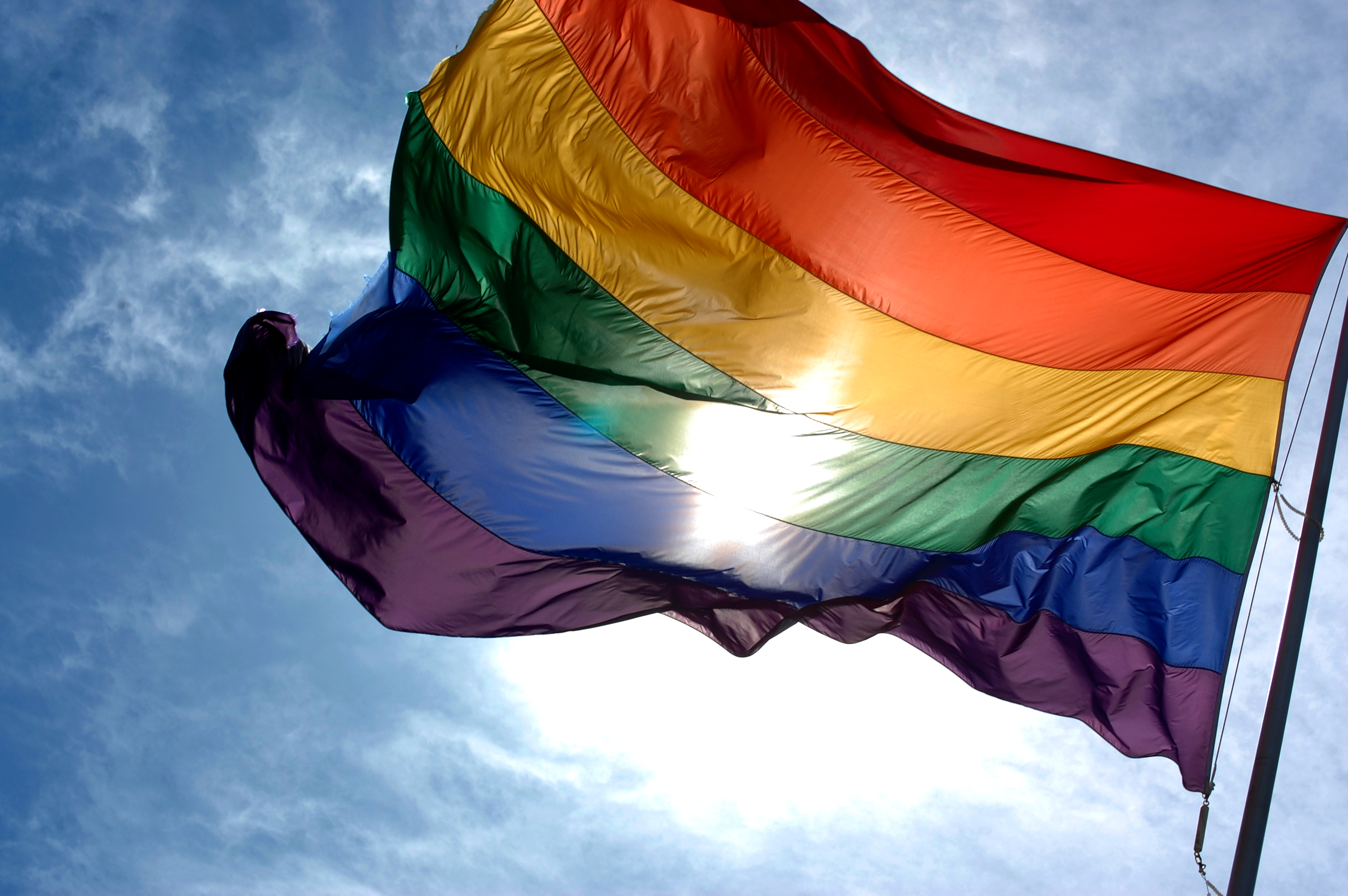
Найпоширенішою є шестиколірна версія Прайд-прапора. Оригінальна версія 1978 року мала дві додаткові смужки — яскраво-рожеву та бірюзову, які були вилучені з виробничих і практичних міркувань

Кольори на веселковому прапорі зображають різноманітність ЛГБТ-спільноти. Коли Ґілберт Бейкер здійняв перші веселкові прапори на гей-прайді в Сан-Франциско (його група здійняла два прапори у кварталі Civic Center) 25 червня 1978 року, прапор мав вісім символічних кольорів:

| яскраво-рожевий |  | секс              |
| червоний        |  | життя             |
| помаранчевий    |  | здоров'я          |
| жовтий          |  | сонячне світло    |
| зелений         |  | природа           |
| бірюзовий       |  | магія / мистецтво |
| індиго          |  | спокій            |
| фіолетовий      |  | дух               |

Тридцять добровольців допомогли Бейкеру пофарбувати та зшити перші два прапори у верхній мансардній галереї Громадського гей-центру на Гроув-стріт, 330 у Сан-Франциско. Оскільки використання барвників у пральних машинах загального користування було заборонено, вони чекали до пізньої ночі, щоб змити барвник з одягу, пропускаючи цикл із відбілювачем у пральних машинах після виходу.
Дизайн прапора зазнав кілька змін — із практичних міркувань спочатку було видалено два кольори, а згодом їх знову додали, коли вони стали доступнішими. На 2008 рік найпоширеніший варіант прапора складається з шести смуг — червоної, помаранчевої, жовтої, зеленої, синьої та фіолетової. Бейкер назвав цю версію прапора «комерційною версією», оскільки вона виникла з практичних міркувань масового виробництва. Зокрема, веселковий прапор втратив свою яскраво-рожеву смужку, коли Бейкер звернувся до Paramount Flag Company, щоб розпочати їхнє серійне виробництво, а яскраво-рожева тканина була занадто рідкісною і дорогою. Веселковий прапор втратив бірюзову смугу під час параду до Дня свободи геїв 1979 року, оскільки організаційний комітет хотів розвісити прапори двома рівними половинами на стовпах освітлення обабіч Маркет-стріт, тому він став шестисмуговим прапором з рівними половинками.